# Ida Lindtveit Røse

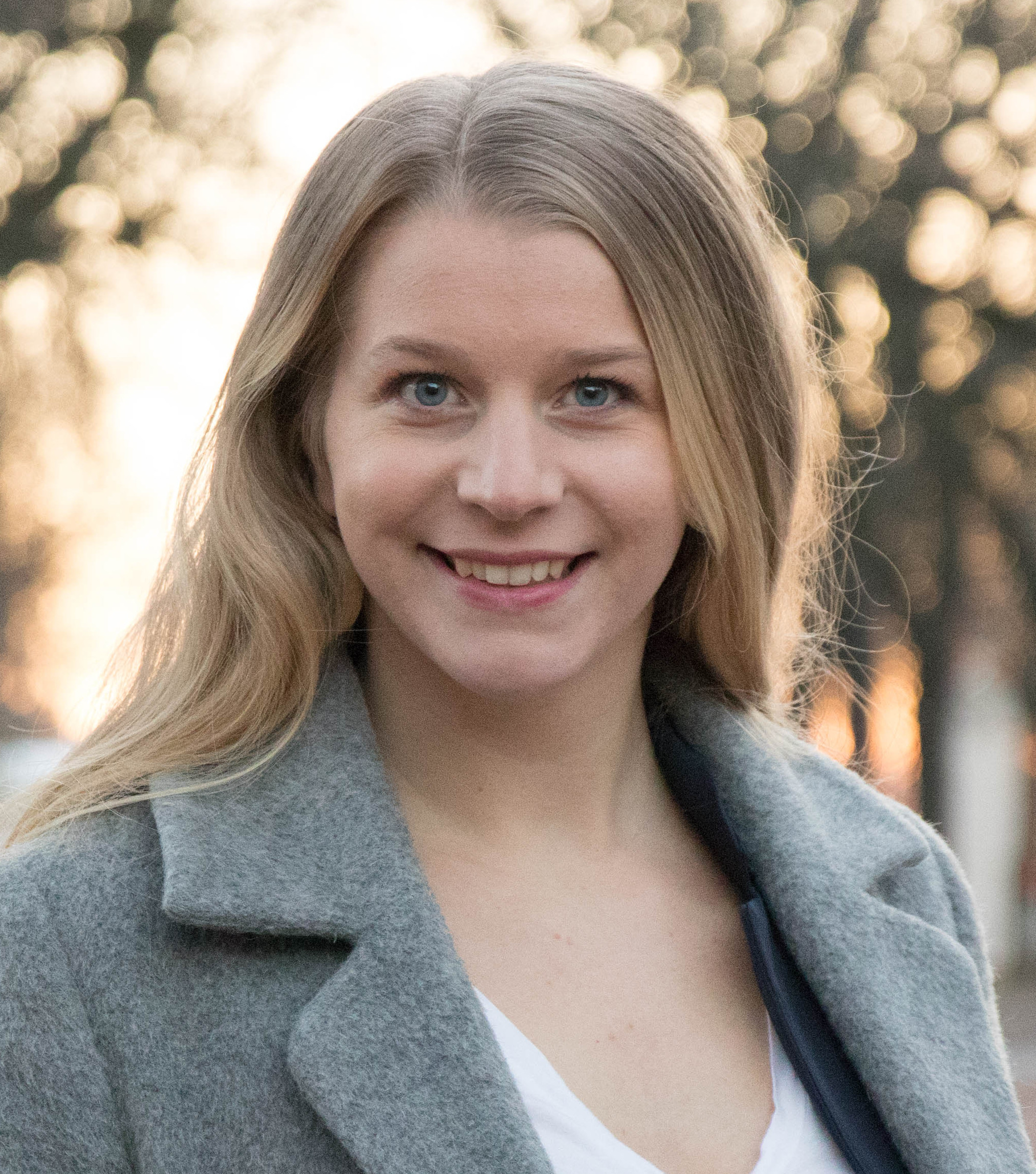
Ida Lindtveit Røse, 2020

Ida Lindtveit Røse (* 3. Dezember 1992 in Oppegård) ist eine norwegische Politikerin der christdemokratischen Kristelig Folkeparti (KrF). Seit April 2023 ist sie stellvertretende KrF-Parteivorsitzende. Sie stand von 2015 bis 2017 der Parteijugend Kristelig Folkepartis Ungdom (KrFU) vor. Von Juni bis August 2020 war sie vertretungsweise die Familienministerin ihres Landes.

## Leben
Ida Røse kam in der damaligen Kommune Oppegård, heute Teil von Nordre Follo, zur Welt. Bis 2011 besuchte sie die weiterführende Schule, anschließend studierte sie bis 2014 Europäische Studien im Bachelorstudium und Staatswissenschaften im Masterstudium an der Universität Oslo. Für die KrF-Fraktion im Storting, dem norwegischen Nationalparlament, war sie von 2014 bis 2015 als politische Beraterin tätig. In den Jahren 2015 bis 2017 stand sie der KrF-Parteijugend Kristelig Folkepartis Ungdom (KrFU) vor. Bereits zuvor war sie ab 2013 stellvertretende Vorsitzende der KrFU gewesen. Von 2017 bis 2019 arbeitete sie als Beraterin, zuletzt bei First House. Neben ihrer Arbeit und ihrem Studium saß Røse zwischen 2011 und 2019 im Kommunalparlament von Oppegård.
Bei der Fylkestingswahl im Herbst 2019 zog sie in das Fylkesting des Fylkes Viken ein. Dort wurde sie Fraktionsvorsitzende der KrF. Zum 1. Juni 2020 übernahm sie das Amt der Kinder- und Familienministerin von ihrem Parteikollegen Kjell Ingolf Ropstad, der in Elternzeit ging. Sie leitete das Kinder- und Familienministerium bis zum 21. August 2020. Während ihrer Amtszeit war sie die bis dahin jüngste Ministerin Norwegens. Bei der Parlamentswahl 2021 trat sie als Spitzenkandidatin der KrF im Wahlkreis Akershus an. Es gelang ihr nicht, ein Mandat im Storting zu erhalten. Am 22. April 2023 wurde sie zur zweiten stellvertretenden Parteivorsitzenden der KrF gewählt. Sie setzte sie sich in einer Kampfabstimmung mit 98 zu 56 Stimmen gegen Jorunn Gleditsch Lossius durch. Røse galt als die liberalere der beiden Kandidatinnen.

## Positionen
Røse unterstützt im Gegensatz zu vielen KrF-Politikern die Ehe für gleichgeschlechtliche Paare. Auch bezüglich Schwangerschaftsabbrüchen gehört sie dem liberaleren Flügel ihrer Partei an, und sie sprach sich für die Beibehaltung des Rechts auf Abtreibung bis zur zwölften Woche aus. Eine über die zwölfte Woche hinausgehende Liberalisierung lehnt sie ab.
In der Abstimmung der KrF-Mitglieder darüber, ob die Partei der Regierung Solberg beitreten oder die Zusammenarbeit mit den linkeren Parteien suchen solle, setzte sich Røse für einen Eintritt in die Regierung Solberg ein.